# Brig-Glis
Brig-Glis (fr. Brigue-Glis, wł. Briga-Glis) – miasto i gmina (Politische Gemeinde) w południowej Szwajcarii, w kantonie Valais, siedziba administracyjna okręgu (Bezirk) Brig. Leży nad Rodanem, na wysokości 691 m n.p.m. Powstała 1 stycznia 1973 w wyniku połączenia gmin Brig, Brigerbad, Gamsen i Glis.

## Demografia
W Brig-Glis mieszkają 13 642 ooby. W 2022 roku 19,7% populacji gminy stanowiły osoby urodzone poza Szwajcarią. 

## Współpraca
Miejscowości partnerskie:
- Domodossola, Włochy
- Langenthal, Berno
- San Jerónimo Norte, Argentyna

## Transport
Przez teren miasta przebiegają autostrada A9 oraz drogi główne nr 9, nr 19 i nr 95.